# Паранапанема (река)
Паранапанема (порт. Rio Paranapanema) — река в Бразилии, протекающая по территории штатов Сан-Паулу и Парана. Общая протяжённость — 929 км.
Река берёт начало на юго-востоке штата Сан-Паулу в Бразилии на расстоянии 100 км от Атлантического побережья, после чего протекает в западном направлении до реки Парана.
Крупнейший город на реке — Ориньюс. На Паранапанеме сооружены два крупных водохранилища, выше и ниже Ориньюса.